# Xavier de Mérode

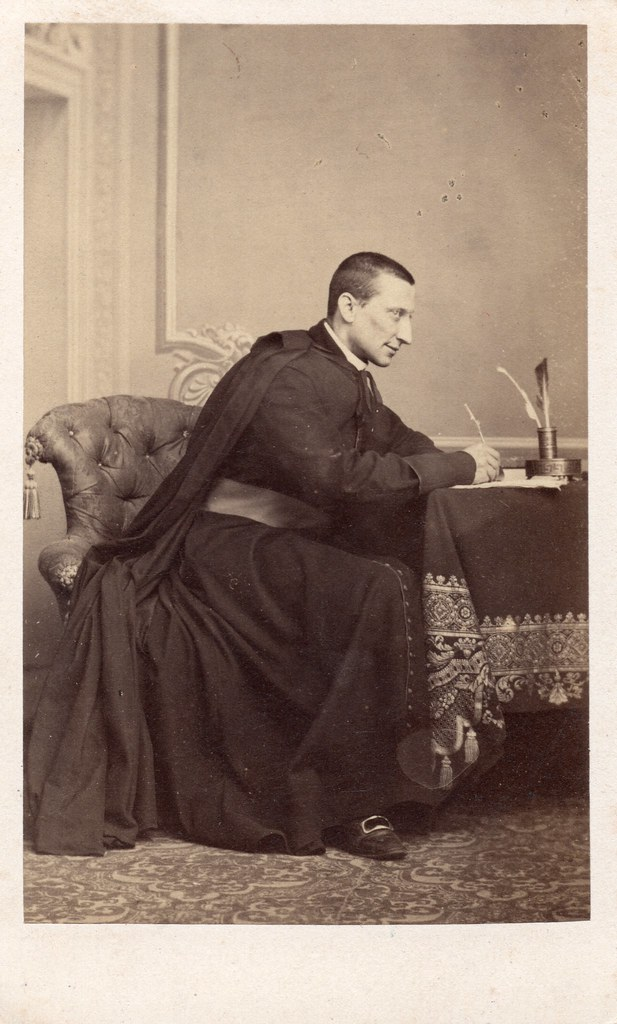
Xavier de Merode

Frédéric-François-Xavier Ghislain de Mérode (* 22. März 1820 in Brüssel, Königreich der Vereinigten Niederlande; † 11. Juli 1874 in Rom, Kirchenstaat) war ein belgischer katholischer Prälat, Erzbischof und Staatsmann des Kirchenstaates.

## Leben
Xavier de Mérode wurde 1820 in Brüssel, damals Teil des Vereinigten Königreichs der Niederlande, geboren. Sein Vater war Graf Félix de Mérode-Westerloo, der später unter König Leopold I. im neuen Königreich Belgien die Ressorts für auswärtige Angelegenheiten, Krieg und Finanzen innehatte. Seine Mutter war Rosalie de Grammont.
Xavier de Mérode war über das belgische Haus Mérode mit der französischen Aristokratie verbunden. Sein Bruder Werner war Mitglied der französischen Nationalversammlung. Er war der Schwager des französischen Historikers Charles Forbes René de Montalembert und der Großneffe des Marquis de Lafayette, des französischen Helden der amerikanischen Revolution.
Als er drei Jahre alt war, starb seine Mutter. Er wuchs in Villersexel in der Franche-Comté in Frankreich bei seiner Tante Philippine de Grammont auf. De Mérode besuchte zunächst das Collège Notre-Dame de la Paix, eine katholische Jesuitenschule in Namur. Er setzte seine Ausbildung in Frankreich am Collège de Juilly fort, einer katholischen Schule für Oratorianer in Juilly, Seine-et-Marne.

### Militär
1839 kehrte de Mérode nach Belgien zurück, um sich an der Militärakademie in Brüssel einschreiben zu lassen. Er schloss die Ausbildung mit dem Rang eines Leutnants der belgischen Armee ab. Anschließend leistete er eine kurze Dienstzeit in der Waffenkammer im belgischen Lüttich. 1844 trat de Mérode dem Stab von Marschall Thomas Robert Bugeaud bei, dem Generalgouverneur der französischen Kolonie Algerien. De Mérode wurde von der belgischen Regierung als Auslandsattaché nach Algerien entsandt und kämpfte an der Seite der französischen Streitkräfte im Feldzug gegen das kabylische Volk. Für seine Verdienste bei einer französischen Expedition nach Nordafrika wurde er Ritter der Ehrenlegion. 1845 kehrte er nach Belgien zurück.

### Priester
1847 beschloss de Mérode, Priester zu werden. Er gab sofort seinen Militärdienst auf und reiste nach Rom, um an der Päpstlichen Universität Gregoriana im damaligen Kirchenstaat Theologie zu studieren. Im September 1848 erhielt er die Tonsur. Im November 1848 stürzte eine demokratische Revolution die päpstliche Regierung und Papst Pius IX. musste nach Gaeta in Italien fliehen. Pius IX. erließ daraufhin eine päpstliche Bulle, in der er alle Rebellenführer exkommunizierte. Trotz der Risiken reiste de Mérode durch ganz Rom und hängte Kopien der Bulle an die Kirchentüren. Am 7. April 1849 wurde er zum Diakon geweiht. Im Juli 1849 hatte eine französische Armee die Römische Republik gestürzt und die päpstliche Kontrolle wiederhergestellt. De Mérode wurde am 22. September 1849 in Rom zum Priester geweiht. Seine Primiz feierte er am Tag darauf im Petersdom. Nach seiner Priesterweihe wurde er als Kaplan der französischen Garnison in Viterbo in Italien zugeteilt.

### Direktor der Gefängnisse
1850 kehrte Pius IX. nach Rom zurück. In Anerkennung von de Mérodes Dienst während des Aufstands ernannte ihn der Papst am 12. April 1850 zum Überzähligen Geheimkämmerer und am 17. April 1850 zum Wirklichen Geheimkämmerer. Somit wurde Mitglied des päpstlichen Hauses. De Mérode war daran interessiert, die Gefängnisse menschlicher zu gestalten, und stellte Barmherzige Brüder von Mecheln, Belgien, an, um den Insassen spirituellen Unterricht zu erteilen und sich um ihre Kranken zu kümmern. Der französische Gesandte in Rom, Alphonse de Rayneval, lobte de Mérodes Gefängnisreformen in einem offiziellen Bericht an seine Regierung. Erzbischof Gioacchino Pecci wollte, dass de Mérode ähnliche Reformen in der Erzdiözese Perugia durchführte. 1859 wurde er Kanoniker des Petersdoms.

### Kriegsminister
Ab 1860 war de Mérode alarmiert über den Aufstieg des italienischen Nationalismus und die damit einhergehende Bedrohung des Kirchenstaates. Er überredete Pius IX., ein Militärkorps aus katholischen Freiwilligen aus Italien und anderen Ländern zu bilden. Seine Initiative stieß auf Widerstand der römischen Prälatur unter dem Vorsitz des Kardinalstaatssekretärs Giacomo Antonelli. Der Papst ernannte de Mérode zum Kriegsminister. Den Kern dieses neuen Korps bildeten die französisch-belgischen Tirailleurs, eine Freiwilligeneinheit, die vom französischen General Christophe Léon Louis Juchault de Lamoricière aufgestellt worden war. De Mérode ernannte ihn zum Kommandeur der neuen Einheit, die später den Namen „Päpstliche Zuaven“ erhielt. Die Zuaven dienten dem Papst bis zu ihrer Auflösung im Jahr 1870.

### Leiter der öffentlichen Bauvorhaben
Nach der Gründung der päpstlichen Zuaven widmete sich de Mérode öffentlichen Bauten in Rom. Er finanzierte den Bau des Campo pretoriano vor dem Porta Pia, ein Tor der Aurelianischen Mauer, der Befestigungsanlage des antiken Roms. Zu seinen weiteren Projekten in Rom gehörten die Räumung der Zufahrten zur Basilika Santa Maria degli Angeli, die Öffnung der Straßen im neuen Teil Roms und die Verbesserung der sanitären Anlagen in den alten Vierteln am Fluss Tiber.
De Mérodes Temperament und seine fortschrittlichen Ansichten brachten ihm Feinde in den traditionelleren Kreisen der römischen Gesellschaft ein. Er gewann weitere Gegner unter den französischen Streitkräften in Rom, nachdem er dem französischen Kaiser Napoleon III. Doppelzüngigkeit im Umgang mit den Feinden des Kirchenstaates vorwarf. Nachdem General Lamoricière am 19. September 1865 starb, konnten de Mérodes Feinde ihn angreifen. Pius IX. war gezwungen, ihn aus seinen päpstlichen Ämtern zu entfernen, nachdem Napoleon III. damit gedroht hatte, die französische Armee aus Rom abzuziehen.

### Almosenier Seiner Heiligkeit
Am 22. Juni 1866 ernannte der Papst ihn zum Titularerzbischof von Melitene. Die Bischofsweihe spendete ihn am 1. Juli 1866 Costantino Patrizi Naro, Kardinalbischof von Porto e Santa Rufina, im Petersdom. Mitkonsekratoren waren Giuseppe Berardi, Substitut des vatikanischen Staatssekretariats, und Louis-Édouard Pie, Bischof von Poitiers. Am 10. Juli 1866 erfolgte die Ernennung zum Almosenier Seiner Heiligkeit und am 3. August 1866 zum Päpstlicher Thronassistenten. Somit war er für die Verteilung päpstlicher Almosen an die Armen und die Firmung sterbender Kinder verantwortlich war. Als Almosenier richtete er auch kostenlose Arztpraxen und eine Apotheke ein.
1869 nahm de Mérode am Ersten Vatikanischen Konzil in Rom teil. Das wichtigste Thema dieses Konzils war die Akzeptanz des Dogma der päpstlichen Unfehlbarkeit. Wie viele andere, die sich gegen das Dogma aussprachen, hielt de Mérode den Zeitpunkt für ungünstig oder sogar gefährlich. Als das Konzil jedoch schließlich die päpstliche Unfehlbarkeit als Dogma definierte, unterwarf er sich diesem.
Nach einem kurzen Kampf übernahmen die Streitkräfte des Königreichs Italien am 20. September 1870 die Kontrolle über Rom und beendeten damit den Kirchenstaat. Pius IX. behielt die Kontrolle über die Vatikanstadt. In seinen letzten vier Jahren widersetzte sich de Mérode den Ansprüchen des Königreichs Italien auf den Campo Pretoriano. Er unterstützte die Arbeit des Archäologen Giovanni Battista de Rossi bei der Entdeckung der Ruinen der Kirche Santa Petronilla in den Domitilla-Katakomben in Rom. 

### Tod
Pius IX. kündigte an, dass er de Mérode Ende 1874 in einem Konsistorium zum Kardinal erheben werde.
Im Juni 1874 traf sich de Mérode mit einer Gruppe amerikanischer Geistlicher in Rom. Er brachte seine Freude über das Wachstum des Katholizismus in diesem Land zum Ausdruck und würdigte die Rolle, die sein Großonkel, der Marquis von Lafayette, dort spielte.
Bevor das Konsistorium stattfand, starb de Mérode am 11. Juli 1874 im Alter von 54 Jahren an einer akuten Lungenentzündung in den Armen des Papstes. Sein Requiem fand auf ausdrücklichen Wunsch des Papstes im Petersdom statt und er wurde auf dem Campo Santo Teutonico in der Vatikanstadt beigesetzt.